# Berlín plus
Berlín plus je souhrnný název pro několik dohod, uzavřených Severoatlantickou aliancí a Evropskou unií dne 16. prosince 2002. Přijetí těchto dohod bylo brzděno řecko-tureckými spory (především otázkou Kypru). Tyto dohody umožnily spolupráci na humanitárních misích. Na základě těchto dohod se pak misí v Makedonii a Bosně a Hercegovině (SFOR) zúčastnili i občané těch států Evropské unie, které nepatří do NATO.